# Tachidiella parva
Tachidiella parva är en kräftdjursart som beskrevs av Lang 1965. Tachidiella parva ingår i släktet Tachidiella och familjen Tisbidae. Inga underarter finns listade i Catalogue of Life.